# Де-Кастрі
Де-Ка́стрі (рос. Де-Кастри) — селище у складі Ульчського району Хабаровського краю, Росія. Адміністративний центр Де-Кастринського сільського поселення.

## Етимологія
Назва поселення — російська фонетична транслітерація імені маркіза де Кастрі, який спонсорував експедицію французького дослідника Лаперуза, який першим з європейців побачив бухту, де розташоване поселення.

## Географія
Поселення розташоване на затоці Чихачева.

## Історія
Поселення було названо Де-Кастрі за колишньою назвою затоки, на якій воно стоїть. 
Бухта була відкрита Лаперузом 25 липня 1787 року і названа на честь спонсора експедиції — тодішнього державного секретаря французького флоту маркіза де Кастрі. 
Бухта є зручним природним притулком для суден, що надає їй стратегічного значення з військової точки зору.
Поселення було засноване в 1853 році, але земля, на якій воно знаходиться, офіційно не була російською територією до підписання Айгунського договору.
У 1854 році тяжка оборона Петропавловська-Камчатського, коли він потрапив під облогу британських і французьких військ під час Кримської війни, звернуло увагу на труднощі постачання та оборони півострова Камчатка, де перебувала значна частина російського Тихоокеанського флоту.
Було вирішено перенести порт з Камчатки, не чекаючи нового нападу. 
Навесні 1855 року війська і моряки російського флоту під керівництвом контрадмірала Василя Завойко рушили до гирла річки Амур; однак гирло річки все ще було вкрите льодом.
Було вирішено почекати розкриття, сховавшись у затоці Кастрі від переважаючих французьких і англійських сил. 
Проте російські кораблі були виявлені, але до прибуття ворожих підкріплень вдалося втекти Татарською протокою. 
Англійці та французи не знали, що Сахалін був островом, і провели останні роки війни, марно чекаючи російського флоту на його південному узбережжі. 

У 1890 році поселення відвідав Антон Чехов, який описав його у своїй книзі «Острів Сахалін».
Під час російсько-японської війни 10 липня японці висадилися в Де-Кастрі.
Під час громадянської війни в Росії з 11 січня по 27 лютого 1920 року Де-Кастрі займав загін білої армії Івана Вітса чисельністю 48 осіб. 
Біла армія сподівалася протриматися в селі до приходу весни, щоб її евакуюватися морем до Японії. 
Після короткої облоги Де-Кастрі був захоплений Червоною армією. Командор Вітс був розстріляний на маяку в Клостер-Камп (нині мис Орлова) неподалік від поселення.
У 1930-х і на початку 1940-х років Де-Кастрі став місцем розташування військово-морського форпосту для захисту від японців, які до кінця Другої світової війни володіли південною половиною Сахаліну як префектура Карафуто. 
Під час війни бухта була базою російського флоту. 
Після війни військові об’єкти були залишені, оскільки весь острів Сахалін повернувся під контроль Росії.
За часів Йосипа Сталіна Де-Кастрі став базою табору ГУЛАГу, який брав участь у координації частини будівництва Сахалінського тунелю, починаючи з 1950 року; зокрема будівництво залізниці, що з'єднує запланований тунель із залізничною мережею в Селіхіно (біля Комсомольська-на-Амурі). 
У найбільшому таборі Де-Кастрі утримувалося 13 030 в'язнів. 
Після смерті Сталіна в 1953 році проєкт був залишений
.

## Промисловість та транспорт

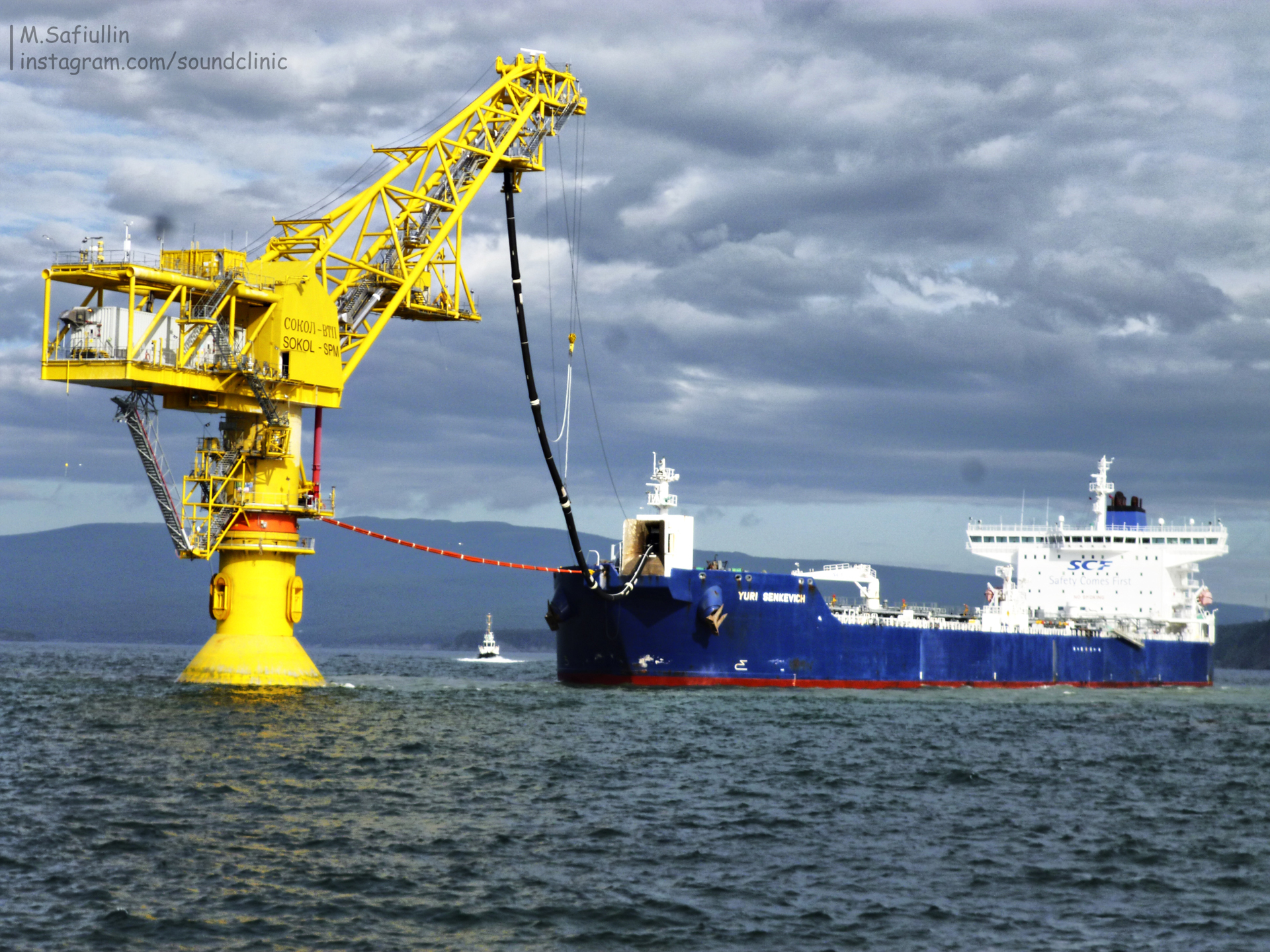
Нафтоналивний термінал у порту Де-Кастрі. 2013 рік

Великі підприємства: ТОВ "Де-Кастрілес", АТ "Де-Кастринський Торговий дім". Автодорога до Комсомольська-на-Амурі. 
Морський порт, який приймає нафтоналивні судна вантажопідйомністю до 110 тисяч тонн та універсальні – до 5000 тонн. 
Основні вантажі — експортний ліс (до 550—580 тис. кубометрів на рік) та сира нафта (до 550 тис. тонн/місяць, дані за січень та лютий 2012 року). Навігація цілорічна, взимку здійснюється за допомогою криголамів супроводу.
У порту Де-Кастрі працює нафтоналивний термінал Де-Кастрі «Ексон Нафтогаз Лімітед», створений у рамках проєкту «Сахалін-1». 
У березні 2006 року було змонтовано причал для швартування супертанкерів, винесений у море майже на 6 км. 
Таким чином, селище стало головною судноплавною гаванню з відвантаження нафти, що надходить 221-кілометровим нафтопроводом з місць видобутку на шельфі сусіднього Сахаліну. 
Експортний термінал належить консорціуму проєкту Сахалін-1 . 
Потужність термінала становить близько 12 млн т на рік (88 млн бар.). 
У 2009 році через Де-Кастрі було відвантажено 1,6 млн т (11,9 млн бар.) нафти. 

## Населення
Населення — 3238 осіб (2010; 3724 у 2002).
Національний склад (станом на 2002 рік):
- росіяни — 87 %